# Les Profondeurs de Kyamo
Les Profondeurs de Kyamo est une nouvelle affiliée à la littérature merveilleuse-scientifique et au genre du récit d'exploration, publiée dans Le Figaro illustré no 17 d'août 1891, puis dans un recueil homonyme en 1896 dans une version légèrement remaniée. Écrite à l'époque de la collaboration des frères Boex sous le pseudonyme collectif J.-H. Rosny, la convention littéraire de 1935 l'attribue néanmoins au seul J.-H. Rosny aîné.
La nouvelle narre la première aventure de l'explorateur Alglave.

## Intrigue
L'explorateur Alglave traverse la forêt de Kyamo située au cœur de l'Afrique. Durant son périple, il fait la rencontre du peuple des « Hommes des bois », une humanité aux traits simiesques.

## Analyse de l'œuvre
Cette nouvelle, signée des deux frères Boex, est en réalité l'œuvre du seul J.-H. Rosny aîné.
Pour sa première aventure racontée par Rosny aîné, l'explorateur Alglave parcourt le centre de l'Afrique. En traversant la forêt de Kyamo, il découvre une race de grands singes intelligentes, qu'il appelle les « Hommes des bois ». En montrant les liens d'amitié que l'explorateur tisse avec les autochtones, l'auteur promeut les relations de solidarité telles qu'elles devraient exister entre toutes les espèces intelligentes.

## Publications françaises
La nouvelle fut initialement publiée dans le magazine Le Figaro illustré en 1891 (accompagnée des illustrations d'Edwin Lord Weeks), avant d'être rééditée dans une version remaniée et raccourcie en 1896 par les éditions Plon. C'est cette seconde version qui servit de modèle pour toutes les éditions ultérieures : celle de Marabout en 1975 et celle de Bragelonne en 2012.
La version originale de 1891 fut cependant à nouveau publiée en 2014 par les éditions Les Moutons électriques.

## Cycle des aventures de l'explorateur Alglave
Amateur de récit d'exploration, J.-H. Rosny aîné a mis en scène à plusieurs reprises un explorateur du nom d'Alglave. Ce n'est qu'au fil des rééditions que le corpus de ses aventures se constitue, puisque dans les premières éditions des nouvelles Les Profondeurs de Kyamo et Le Langage des singes, le personnage d'Alglave porte un patronyme différent. Ainsi, son nom n'apparaît pour la première fois qu'en 1896 dans la seconde version du récit Les Profondeurs de Kyamo. Ce cycle se compose de cinq récits :
1. Les Profondeurs de Kyamo (1891)
2. Le Langage des singes (1893)
3. La Contrée prodigieuse des cavernes (1896)
4. Le Voyage (1901)
5. Le Trésor dans la neige (1913)